# Elecciones provinciales de Columbia Británica de 2017
Las elecciones provinciales de Columbia Británica de 2017 ocurrieron el 9 de mayo de 2017, para elegir miembros de la 41.ª legislatura de la provincia canadiense de Columbia Británica. La elección no dio un resultado definitivo, con el oficialista Partido Liberal de la primera ministra Christy Clark obteniendo la pluralidad de escaños, pero quedándose cortos de la mayoría absoluta. Inicialmente, Clark intentó formar un gobierno minoritario, pero este intento fue derrotado en una moción de confianza el 29 de junio. Posteriormente, el Nuevo Partido Democrático y el Partido Verde procedieron a firmar un acuerdo, en el cual los Verdes apoyarían al gobierno neodemócrata a cambio de ciertas modificaciones al programa de gobierno. 
La elección fue notable por resultar en el primer parlamento sin mayoría desde 1952, y por ser la primera vez en Canadá desde 1985 en la provincia de Ontario que el partido con la pluralidad de escaños no formó el gobierno. Además, fue notable el performance de los Verdes, que obtuvieron más del doble del caudal de votos de la última elección y 3 bancas, un récord para los verdes en cualquier provincia canadiense hasta ese momento. 
John Horgan, líder del NDP, juró como primer ministro el 18 de julio, poniendo fin a 16 años de gobiernos liberales, y marcando el primer gobierno neodemócrata desde 2001.

## Contexto
La elección se llevó a cabo bajo el escrutinio mayoritario uninominal, y fue la 41.ª elección en la historia de la provincia. También fue la primera elección después de la redistribución de los distritos electorales, aumentando el tamaño de la legislatura de 85 a 87 bancas.
La sección 23 de la constitución provincial fija las elecciones el segundo martes en mayo del cuarto año después de la última elección. Esa misma sección, sin embargo, deja abierta la fecha a la prerrogativa del Vicegobernador de disolver la Asamblea Legislativa en base al consejo del primer ministro, o después de una moción de censura.
Previo a la elección, el oficialista Partido Liberal buscó un quinto mandato en el gobierno, desde haber llegado en el 2001 de la mano del ex primer ministro Gordon Campbell, el cual renunció el 2011, siendo reemplazada por Christy Clark, la segunda mujer en ejercer la jefatura del gobierno provincial. Clark llevó a los Liberales a una victoria sorpresa en 2013, pero se anticipaba una ajustada campaña esta vez.

## Resultados
|  | 40.37 % |

|  | 40.29 % |

|  | 16.83 % |

|  | 1.06 % |

|  | 1.45 % |

|  | 99.41 % |

|  | 0.59 % |

|  | 100.00 % |

|  | 61.18 % |